# Handling (episk)
 For alternative betydninger, se Handling. (Se også artikler, som begynder med Handling)
I en fortælling er den episke handling (plottet) den grundlæggende følge af hændelser. Aristoteles skrev i værket Poetik at Mythos, at handlingen er det vigtigste element i fortællingen. En fortælling rummer en plausibel række begivenheder, for at fremkalde den ønskede følelsesmæssige eller kunstneriske reaktion.